# Национальный совет Азербайджана
Национальный совет Азербайджана (азерб. Azərbaycan Xalq Cümhuriyyəti Milli Şurası, آذربایجان میلی شوراسی), известный также как Временный Национальный Совет мусульман Закавказья или Национальный Азербайджанский Совет — политический межпартийный орган, созданный на чрезвычайном заседании бывших членов — мусульман Закавказского сейма, состоявшемся 27 мая 1918 года. Ведущую роль в Национальном совете Азербайджана играла партия «Мусават». На следующий день, 28 мая Национальный совет провозгласил независимость Азербайджана, приняв соответствующую декларацию.

## Создание совета
27 мая 1918 года в Тифлисе состоялось чрезвычайное заседание бывших членов — мусульман Закавказского сейма. Председательствовал бывший член 4-й Государственной думы и бывший член Закавказского сейма Мамед Юсуф Джафаров, при секретаре бывшем члене Сейма Рагим-беке Векилове.
Присутствовали бывшие члены Закавказского Сейма от фракции Тюркской демократической партии федералистов «Мусават» и Демократической группы беспартийных: Халил-бек Хасмамедов, Фатали-хан Хойский, Мехти-бек Гаджинский, Мехти-бек Гаджибабабеков, Хосров-бек Султанов, Нариман-бек Нариманбеков, Джавад-бек Мелик-Еганов, Мир Гидаят Сеидов, Гамид-бек Шахтахтинский, Шафи-бек Рустамбеков, Г. М. Ахундзаде, Мустафа Махмудов, Али Аскер-бек Махмудбеков, Худадат-бек Мелик-Асланов; от партии Мусульманского социалистического блока: Б. Ризаев, Джамо-бек Гаджинский и Магомед Магеррамов; От партии мусульманства в России «Иттихад»: Мир Ягуб Мехтиев, Султан Меджид Ганиев, Эйбат Гули Мамедбеков; от Мусульманской социал-демократической партии меньшевиков «Гуммет»: Акпер Ага Шейхульисламов, С. А. Агамалов.
Заседание открылось докладом делегации Закавказского Центрального мусульманского совета, вернувшейся из Батуми. Член делегации Насиб-бек Усуббеков от имени турецкой мирной делегации передал «твёрдое решение Турции сохранить самостоятельность 
Закавказья и её готовность оказывать своё содействие в деле укрепления, усиления и процветания молодого государства».
После слушания доклада собрание перешло к вопросу об отношении к создавшемуся политическому положению в связи с самороспуском Закавказского сейма, которое состоялось 26 мая 1918 года. После продолжительного обсуждения этого вопроса собрание, приняв во внимание необходимость органа, который мог бы выступить от имени мусульманства во время дележа всего того, что составляло достояние только что распавшейся Закавказской Демократической Федеративной Республики, единогласно решило взять на себя правление Восточным Закавказьем, провозгласив себя Временным Национальным Советом мусульман Закавказья с правом кооптации. За 
право кооптации высказалось 14 человек против 10 голосов.
После начались выборы президиума Национального Совета. Партия «Мусават» выдвинула в председатели Мамед Эмина Расулзаде. Его кандидатура была подтверждена всеми партиями, за исключением партии мусульманства в России «Иттихад». Закрытой баллотировкой 
большинством голосов (22) в председатели Национального Совета был избран Расулзаде. Закрытой баллотировкой были избраны товарищи председателя: 1-й — Гасан-бек Агаев и 2-й — Мир Гидаят Сеидов, секретарями: 1-й — Мустафа Махмудов и 2-й — Рагим-бек Векилов. Председателем исполнительного комитета был избран беспартийный Фатали-хан Хойский.